# Extempo
L'extempo est un genre musical lyrique improvisé, pratiqué notamment à la Grenade et Trinité-et-Tobago. Il s'agit d'artistes qui improvisent en chantant ou en parlant en rythme sur un thème donné devant un public, qui se produit à tour de rôle. Il est intrinsèquement compétitif et le succès est jugé en fonction de l'esprit et de l'ingéniosité de la performance.

## Caractéristiques
La nature compétitive de l'extempo se reflète dans le carnaval de Trinité-et-Tobago, avec une compétition officielle pour le titre de monarque national de l'extempo. La guerre de l'extempo, ou warring, est la pratique des concurrents qui s'attaquent aux efforts d'extemporisation de l'autre au cours de leur propre performance. Il ne s'agit pas d'un élément essentiel de la compétition, mais d'une pratique régulière et divertissante. Le « grand maître de l'extempo » reconnu est Lord Pretender, qui a été honoré à deux reprises par le gouvernement de Trinité-et-Tobago pour ses services rendus au calypso. Le musicien Gypsy est également reconnu comme tel.

## Artistes notables
Ils comprennent Lord Pretender, Brother Resistance, Big B, Black Sage, Brian London, Gypsy,,, Lady Africa, The Relator (Willard C. Harris), Shortpants (Llewllyn Macintosh), Lingo, et Incredible Myron B (Myron Bruce).